# Финале Купа сајамских градова 1969.
Финале Купа сајамских градова 1969. је било финале једанаестог Купа сајамских градова. Утакмице су игране 29. маја и 11. јуна 1969. а учесници финала су били Њукасл јунајтед из Енглеске и Ујпешт Дожа из Мађарске. Њукасл је победио са коначним резултатом од 6-2.
Ово је био последњи велики трофеј који је Њукасл освојио у последњих 56 година до финала ЕФЛ купа 2025. године.

## Пут до финала
| Њукасл јунајтед    | Њукасл јунајтед | Њукасл јунајтед | Њукасл јунајтед | Round        | Ујпешт Дожа       | Ујпешт Дожа | Ујпешт Дожа | Ујпешт Дожа |
| ------------------ | --------------- | --------------- | --------------- | ------------ | ----------------- | ----------- | ----------- | ----------- |
| Противник          | Скор            | 1. ута.         | 2. ута.         |              | Противник         | Скор        | 1. ута.     | 2. ута.     |
| Фајенорд           | 4–2             | 4–0 (д)         | 0–2 (г)         | Прво коло    | Јунион Луксембург | Слободан    | Слободан    | Слободан    |
| Спортинг           | 2–1             | 1–1 (г)         | 1–0 (д)         | Друго коло   | Арис              | 11–2        | 2–1 (г)     | 9–1 (д)     |
| Сарагоса           | 4–4 (a)         | 2–3 (г)         | 2–1 (д)         | Треће коло   | Легија            | 3–2         | 1–0 (г)     | 2–2 (д)     |
| Виториа де Сетубал | 6–4             | 5–1 (д)         | 1–3 (г)         | Четвртфинале | Лидс јунајтед     | 3–0         | 1–0 (г)     | 2–0 (д)     |
| Рејнџерс           | 2–0             | 0–0 (г)         | 2–0 (д)         | Полуфинале   | Гезтепе           | 8–1         | 4–1 (г)     | 4–0 (д)     |

## Утакмице

### Прва утакмица

#### Детаљи
| Њукасл јунајтед               | 3–0 | Ујпешт Дожа |
| ----------------------------- | --- | ----------- |
| Монкур 63’ 72’ · Џим Скот 83’ |     |             |

| Њукасл јунајтед | Ујпешт Дожа |

| - Вили Макфол (г) - Дејвид Крег - Френк Кларк - Томи Гиб - Оли Бартон - Боби Монкур - Џим Скот - Поп Робсон - Вин Давиес - Пребен Арентофт - Џеки Синклер 75’ Резервни играчи: - Алан Фогон 75’ - Кит Дајсон Менаџер: Џо Харви | - Антал Сентмихаљи (г) - Бене Капоста - Ерне Шољмоши - Иштван Банкути - Ерне Ношко - Еде Дунаи - Ласло Фазекаш - Јанош Гереч - Ференц Бене - Антал Дунаи - Шандор Замбо Резервни играчи: Менаџер: Лајош Бароти |

### Друга утакмица

#### Детаљи
| Ујпешт Дожа          | 2–3 | Њукасл јунајтед                       |
| -------------------- | --- | ------------------------------------- |
| Бене 31’ · Гереч 44’ |     | Монкур 46’ · Арентофт 50’ · Фогон 74’ |

| Ујпешт Дожа | Њукасл јунајтед |

| - Антал Сентмихаљи (г) - Бене Капоста - Ерне Шољмоши - Иштван Банкути - Ерне Ношко - Еде Дунаи - Ласло Фазекаш - Јанош Гереч - Ференц Бене - Антал Дунаи - Шандор Замбо Резервни играчи: Менаџер: Лајош Бароти | - Вили Макфол (г) - Дејвид Крег - Френк Кларк - Томи Гиб - Оли Бартон - Боби Монкур - Џим Скот 73’ - Пребен Арентофт - Поп Робсон - Вин Давиес - Џеки Синклер Резервни играчи: - Алан Фогон 73’ - Кит Дајсон Менаџер: Џо Харви |

Њукасл јунајтед побеђује укупним резултатом 6-2

## Белешка
1. ↑  Иако се клуб у претходним годинама увек називао или „Феијеноорд“ (Feijenoord — оригинални холандски) или „Фејенорд“ (Feyenoord — англикизовани/међународни правопис), тек 1974. клуб је „званично“ променио име у „Фајенорд” (Feyenoord).[2]